# Miklós Jancsó
Miklós Jancsó ([ˈmikloːʃ ˈjɒntʃoː] Vác, Pest, 27 de septiembre de 1921 − Budapest, 31 de enero de 2014) fue un guionista y director de cine húngaro.

## Biografía

Con Ferenc Kósa en 1975

Miklós Jancsó estudió Derecho en Pécs, graduándose en Kolozsvár en 1944. Se registró en el colegio de abogados, pero nunca llegó a ejercer. En 1946 se trasladó a Budapest; tres años más tarde, se casó con Katalin Wowesznyi, con la que tuvo dos hijos. En 1950 obtuvo su diploma en Dirección Cinematográfica por la Academia de Teatro y Cine de Budapest, dedicándose desde ese momento al cine. Tras divorciarse de Katalin Wowesznyi, contrajo matrimonio de nuevo con la directora Márta Mészáros en 1958. Al año siguiente conoció al escritor Gyula Hernádi, con quién colaboraría en muchas de sus películas hasta su muerte en 2005.
Jancsó alcanzó notoriedad durante los años 60, con películas como La ronda de reconocimiento (Szegénylegények, 1965), Los rojos y los blancos (Csillagosok, katonák, 1967) o El salmo rojo (Még kér a nép, 1971). Sus obras más famosas se caracterizan por su estilización visual, la elegante coreografía, las tomas largas, y el trasfondo histórico y rural. Entre sus temas preferidos está el poder y sus abusos. Muchas de sus obras históricas pueden leerse de hecho como alegorías de la Hungría de su época bajo el régimen comunista, sin perjuicio de su valor más universal como críticas a toda forma de opresión.
Durante la década siguiente, el cine de Jancsó fue tendiendo cada vez más hacia el simbolismo y la estilización visual. En los 80, su obra perdió parte del favor de la crítica, que consideró que se limitaba a imitar su estilo anterior. Tras la caída del comunismo, Jancsó logró triunfar con una serie de películas de bajo presupuesto, ingeniosas y poco autocomplacientes, que recibieron buenos resultados en la taquilla húngara.
En 1968, Jancsó conoció a la periodista y guionista italiana Giovanna Gagliardo en Budapest. Se trasladaron a Roma, donde Jancsó trabajo durante toda la década, alternando con breves estancias en Budapest. En 1980 se separó de Gagliardo y volvió a casarse un año más tarde, esta vez con la editora Zsuzsa Csákány, con quien tuvo un hijo en 1982.
Miklós Jancsó fue miembro honorario de la Universidad de Teatro y Cine de Budapest desde 1988 y profesor adjunto en Harvard entre 1990 y 1992.
Además de largometrajes, Jancsó hizo una serie de cortos y documentales a lo largo de su carrera. Entre 1971 y 1980 se dedicó asimismo al teatro.
Jancsó nació de padre húngaro y madre rumana.

## Películas
Los críticos suelen estructurar su carrera cinematográfica por décadas:

### 1950
Jancsó empezó su carrera haciendo documentales. Aunque estas películas ofrecen poco interés a la hora de comprender su desarrollo posterior, le dieron la oportunidad de aprender los aspectos técnicos del cine, a la vez que le permitieron viajar por la Hungría estalinista, conociendo de primera mano la realidad que llevaría a la rebelión de 1956. 
En 1958, completó su primer largometraje, Las campanas se han ido a Roma. Jancsó rechazaba en parte sus primeras obras.

### 1960
- Cantata (Oldás es kötés, 1962)
- Mi camino a casa (Így jöttem, 1964)
- La ronda de reconocimiento (Szegénylegények, 1965)

La ronda de reconocimiento supuso el primer gran éxito de Jancsó, tanto nacional como internacionalmente. Ambientada en la fallida rebelión de Lajos Kossuth contra el dominio Habsburgo en 1848, la película se centra en la represión de las autoridades. Filmada en blanco y negro, con una opresiva puesta en escena, la película ha sido vista como un alegato velado contra la represión tras los sucesos de 1956. Para poder presentarla en el Festival de Cannes, Jancsó se vio forzado a desmentir públicamente que ese fuese el sentido de la película. Años más tarde, con más libertad, se retractaría de esta afirmación.
- Los rojos y los blancos (Csillagosok, katonák, 1967)

Esta coproducción soviético-húngara se enmarcaba dentro de la celebración del 50 aniversario de la Revolución rusa. Durante la guerra civil subsiguiente, un grupo de bolcheviques y voluntarios húngaros son capturados por las tropas zaristas. Entre los heridos, ingresados en un hospital, se fragua la resistencia, mientras se espera la llegada de refuerzos.
La película presenta una visión absurda y poco heroica de la guerra. Consecuentemente, las autoridades soviéticas la modificaron para tratar de resaltar los aspectos más épicos, y finalmente optaron por prohibirla. Recibió la aclamación de la crítica occidental.
- La confrontación (Fenyes Szelek, 1969)

Un grupo de estudiantes comunistas toma un monasterio con el fin de convencer a los seminaristas de la validez del marxismo. Pronto surgen divergencias dentro del propio grupo, y los más moderados son superados por los partidarios de una línea dura contra los seminaristas que se niegan a colaborar. La película está protagonizada por Lajos Balázsovits y Andrea Drahota.
Estaba previsto que la película fuera estrenada en el Festival de Cannes 1968, que finalmente nunca tuvo lugar por la solidaridad de algunos de sus directores con el movimiento estudiantil parisino.

### 1970
- Salmo Rojo (Még kér a nép, 1971) le valió el premio a la mejor dirección en el Festival de Cannes.
- Elektreia (Szerelmem, Elektra, 1974), rodada en tan sólo 12 planos.
- Vicios privados, virtudes públicas (Vizi privati, pubbliche virtù, 1975), la más relevante de las películas de su periodo italiano. Está inspirada en el "incidente Mayerling", el suicidio o asesinato del heredero austrohúngaro Rodolfo de Habsburgo y su amante la baronesa María Vetsera el 30 de enero de 1889. La película participó dentro de la selección oficial del Festival de Cannes de 1976.
- Rapsodia húngara (Magyar Rapszódia, 1978), primera parte de su trilogía inconclusa Vitam et sanguinem.
- Allegro bárbaro (1978), segunda parte de su trilogía inconclusa Vitam et sanguinem.

### 1980
- El corazón del tirano (A zsarnok szíve, avagy Boccaccio Magyarországon, 1981), situada en un castillo húngaro durante el siglo XV. La película, sin embargo, trata de jugar innovadoramente con el espectador, rompiendo el esquema narrativo, y contradiciéndose en diversos momentos.

- Estación de monstruos (Szörnyek évadja , 1986), su primera película ambientada en el Budapest contemporáneo. Persisten algunos de sus viejos iconos (velas, mujeres desnudas), al tiempo que Jancsó introduce nuevas obsesiones, como su fascinación por las pantallas televisivas.

Sus películas de esta época recibieron a menudo duras críticas, llegando a considerarse "auto-parodias". Sin embargo, recientemente ha empezado a valorarse más este periodo del director.

### 1990 y 2000
- Dios camina hacia atrás (Isten hátrafelé megy, 1990)

- Vals del Danubio Azul (Kék Duna keringő, 1991)

Tras estas dos películas, herederas de su estética de la década anterior, Jancsó renunció durante algunos años a dirigir nuevos largometrajes.
- La linterna del Señor en Budapest (Nekem lámpást adott kezembe as Úr Pesten, 1999). Ayudado por un nuevo director de fotografía, Ferenc Grunwalsky -quien también dirige sus propias películas-, Jancsó logró renovar su estilo a la hora de narrar la historia de dos enterradores, Pepe y Kapa, en el cambiante Budapest post-comunista. La película supuso un sorprendente éxito en su carrera, especialmente entre los jóvenes húngaros, que se identificaban con los protagonistas.

El éxito de esta película condujo a una serie de películas protagonizadas por Pepe y Kapa (seis hasta la fecha, la última de ellas en 2006). Si bien están ambientadas en época contemporánea, Jancsó siempre encuentra formas de mostrar su amor por la Historia, revisitando temas como el Holocausto o a la brutal invasión otomana de 1526, en un intento por criticar el descuido de los húngaros a la hora de abordar su pasado. Estas películas son muy aclamadas entre los jóvenes cinéfilos húngaros debido a su innovación, el humor negro de que hacen gala y la aparición de grupos alternativos o underground. 
Jancsó también debe parte de su reputación a su aparición como actor, tanto en películas propias como de jóvenes talentos húngaros.

## Política
Durante la época comunista, Jancsó fue acusado en numerosas ocasiones de "formalista", "nacionalista" y "enemigo de la ideología socialista".
Con la caída del comunismo, Jancsó destacó por su apoyo a la Alianza de los Demócratas Libres (SzDSz), un partido liberal miembro de la coalición gobernante desde 2002. Sin embargo, sus puntos de vista sobre la identidad y la historia húngaras y su apoyo a la legalización del cannabis le han valido una controvertida reputación.

## Premios
- Premio Kossuth (1973)

Festival Internacional de Cine de Venecia
| Año  | Categoría            | Película           | Resultado |
| ---- | -------------------- | ------------------ | --------- |
| 1987 | Mención honorífica   | Season of Monsters | Ganador   |
| 1990 | León de Oro Especial | -                  | Ganador   |

Festival Internacional de Cine de Cannes
| Año  | Categoría                  | Película   | Resultado |
| ---- | -------------------------- | ---------- | --------- |
| 1972 | Mejor dirección            | Salmo rojo | Ganador   |
| 1979 | Homenaje a toda su carrera | -          | Ganador   |